# Аньер-сюр-Сен
Анье́р-сюр-Сен (фр. Asnières-sur-Seine) — город во Франции, в департаменте О-де-Сен, северо-западный промышленный пригород Парижа, на левом берегу реки Сены.
Впервые упоминается под названием Asnerias (от ср.-лат. asinaria ‘ослиная ферма’) в папской булле 1158 года. До 15 февраля 1968 года город назывался Аньер; современное название (означающее «Аньер на Сене») ему дали, чтобы отличать от других населённых пунктов Франции с названием «Аньер».
Одной из достопримечательностей города является Кладбище для собак, открытое в 1899 году и являющееся старейшим общедоступным кладбищем животных.

## Русские эмигранты
После русской революции — один из центров русских эмигрантов.

### Некоторые места
- Храм Христа Спасителя в Аньере, основанный А. П. Беннигсеном в 1932 году.

### Издательства
- прихода Храм Христа Спасителя в Аньере.
- «Родимый край»
- журнал «Вечное».

## Галерея
- «Купание в Аньере», Жорж Сёра, 1883—1884 гг., Национальная галерея, Лондон
- «Сена в Аньере», Огюст Ренуар, 1879, Национальная галерея, Лондон
- «Ресторан "Сирена" в Аньере», Винсент Ван Гог, 1887, музей Орсе, Париж